# San Sebastiano (Caroto)
San Sebastiano, è un dipinto del pittore veronese Giovan Francesco Caroto conservato presso la chiesa di Santo Stefano di Casale Monferrato.